# Kick-Ass 2: The Game
Kick-Ass 2: The Game ist ein Beat-’em-up-Videospiel, das auf dem Film Kick-Ass 2 basiert. Es bildet die Fortsetzung von Kick-Ass: The Game aus dem Jahr 2010. Es wurde von Freedom Factory Studios entwickelt und von UIG Entertainment veröffentlicht. Das Spiel erschien für Microsoft Windows, PlayStation 3, und Xbox 360.
Das Spiel wurde von Kritikern wegen seiner technischen Mängel und mangelnden Originalität heftig kritisiert.

## Handlung
Kick-Ass 2: Das Spiel spielt in New York City. Das Spiel hat eine ähnliche Handlung wie der Film, auf dem es basiert. Die Hauptfigur, Dave Lizewski, auch bekannt als Kick-Ass, spielt drei bis vier Jahre nach dem Tod von Damon McCready und stoppt Frank D’Amico und hat sich aus der Superhelden- und Verbrechensbekämpfung zurückgezogen. Das normale Leben langweilt ihn jedoch schnell und er beginnt mit Damons Tochter Mindy McCready, auch bekannt als Hit Girl (Radia Active), zu trainieren. Bevor Kick-Ass jedoch seine Ausbildung abschließen kann, tötet der Sohn von Frank D’Amico, Chris D’Amico, versehentlich seine Mutter. Er macht Kick Ass dafür verantwortlich und schwört Rache. Er ersetzte auch seinen Superheldennamen Red Mist und wurde ein Superschurke namens The Motherfucker, rekrutierte ein Team namens „The Toxic Mega-Cunts“ und engagierte einige andere Bösewichte wie The Tumor (Andrew Kishino), Dschingis Carnage (Eric Bauza) und Black Tod (Gary Anthony Williams) und Mutter Russland und planen, New York City zu übernehmen. Jetzt muss Kick-Ass dem Superhelden-Team „Justice Forever“ helfen und Chris aufhalten und New York retten.

## Spielprinzip
Zu Beginn des Spiels besteht das Gameplay hauptsächlich aus Training; Später kämpft der Spieler jedoch gegen Feinde und Bosse, die denen im Film ähneln. Insgesamt gibt es in allen Levels 5 Bosse. Das Spiel bietet eine große Auswahl an Waffen, die der Spieler im Kampf gegen Feinde und Bosse einsetzen kann. Es gibt auch eine große Anzahl von Combos, die im Spiel gegen Feinde eingesetzt werden können. Die Steuerung verwendet zwei verschiedene Tasten für Angriffe.

## Vermächtnis
Im Juni 2023 stellte die Streamer-Gruppe VeggieTales fest, dass die aufgeführten Synchronsprecher möglicherweise nicht korrekt waren.